# AS–201 (Apollo–2)
Az AS–201 (Apollo–Saturn–201) az amerikai Apollo-program első hivatalos, személyzet nélküli tesztrepülése volt, melynek keretében először indították a Saturn IB hordozórakétát és az Apollo űrhajót.
Az Apollo-programban az Amerikai Egyesült Államok embert kívánt juttatni a Holdra, mindenki más – és egyben elsősorban a Szovjetunió – előtt, amelynek képességétől a szándék bejelentésének pillanatában meglehetősen messze állt. Ahhoz, hogy meg tudja valósítani a célt, egy példa nélkül álló műszaki fejlesztési sorozatba kellett fognia, amely magába foglalta többek között különböző űrhajók, a meglévőnél nagyságrenddel erősebb rakéták, az ezekhez szükséges gigantikus infrastruktúra fejlesztését. Mindebbe a fejlesztésbe lényegében tapasztalat nélkül – vagy éppencsak minimális tapasztalat birtokában – vágtak bele, így külön terv létezett arra vonatkozólag is, hogyan kell kipróbálni a fejlesztési folyamatból kikerülő egyes fejlesztési eredményeket.
A fejlesztés fő ágai az űrhajó és a rakéta voltak. Utóbbiból több célnak is megfelelő típusokat fejlesztettek a Saturn rakétacsaládon belül. Űrhajóból is több fajtát készítettek, egy előzetes kvázi „nullszériát” (az ún. Block I modulokat) és egy végleges, teljes értékű változatot (a Block II-t). A tervek szerint a próbák legelső fázisa az Apollo űrhajó berepülése volt, igénybe véve a szintén új rakétát, a kisebbik Saturnt, a Saturn IB-t.
A fejlesztések törvényszerű elhúzódása miatt 1966 elejére tolódott az időpont, amikor valóban sor kerülhetett az első Apollo űrhajó felbocsátására egy Saturn rakétával. A tervezők egy egyszerűbb tesztrepülést, egy űrugrást terveztek erre az alkalomra, amely elsősorban arra adott választ, hogy vajon a rakéta és az űrhajó kompatibilis-e, megfelelően működnek-e összeszerelve és az űrhajó rendszerei is működőképesek-e, különös tekintettel a visszatéréshez tervezett hőpajzsra.
1966. február 26-án 11:12-kor (16:12 UTC) – második kísérletre – elstartolt a rakéta és űrhajó alkotta szerelvény és 37 perces repülése során 488 kilométer magasra emelkedett az Apollo űrhajó, ahonnan begyújtva, így letesztelve annak főhajtóművét is, a déli Atlanti-óceánig repült és sikeresen leszállt a tengerre. A repülést a NASA sikeresnek ítélte, ám három komolyabb, igaz könnyedén javítható hibát is észleltek az irányítók a rövid repülés során. A siker nyomán folytatható volt a program, a NASA továbbléphetett az Apollo repülésekben.

## Előzmények
Az 1950-es és 1960-as évek hidegháborújában a világ két szuperhatalma között elindult az űrverseny egy speciális versengés, egyfajta önálló technológiai erőpróba, amely addig ismeretlen színtéren folyt, hogy egymás előtt – és a világ többi részének közvéleménye előtt – bizonyítsák melyik állam (és egyben világrend képes végrehajtani olyan teljesítményeket, amelyek egyrészt a létező legmagasabb csúcstechnológiát képviselték, másrészt megelőztek velük mindenkit. Ebben a versenyben kezdetben a Szovjetunió járt elöl, az USA pedig kétségbeesetten próbálta utolérni a szovjet teljesítményeket. Ennek folyományaként állították fel a NASA-t amerikai oldalon, majd a sorozatos kudarcélmények hatására határozták el – és hirdette ki John F. Kennedy –, hogy embert juttatnak a Holdra. Ez elhomályosította volna a szovjetek addigi összes teljesítményét azzal, hogy egy elképzelhetetlen projekt végrehajtásával törtek volna előre.
A mérhetetlenül nagynak tűnő feladatot a NASA kapta, amelynek keretein belül több lépcsőben ki is dolgozták a Hold elérésének elvi módszerét. A fejlődési lépcsők során előbb az ún. direkt leszállás módszerét vették elő a korábbi tanulmányok közül, amelyet elég hamar – annak gyakorlati megvalósíthatatlansága miatt – felváltott az ún. EOR (Earth Orbit Rendezvous – Randevű Föld körüli pályán) módszer, végül pedig – egy 1914-es forradalmi megoldás újra felmerülése nyomán – lefektették az ún. LOR (Lunar Orbit Rendezvous – Hold körüli pályán végrehajtott randevú) koncepcióját. Az elgondolások között a felküldendő tömeg volt a döntő tényező. Az első esetében egy óriási tömegű rakéta szállt volna fel a Földről, majd eljutván a Holdhoz le a holdfelszínre majd dolga végeztével vissza újra a Földre, amelynek magával kellett volna cipelnie mindent: a Földről való felszálláshoz szükséges rakétát, űrhajót, hajtóanyagot, majd a holdi leszálláshoz és az onnan való felszálláshoz szükséges ugyanilyen eszközöket és erőforrásokat is. A második elképzelés már annyit enyhített ezen, hogy a gigantikus feljuttatandó tömeget több „csomagban” juttatta volna fel Föld körüli pályára, ahol összedokkolgatva őket indulhatott volna a Holdra a még mindig ugyanakkora űrszerelvény. Ez a megoldás is azzal járt volna, hogy visszafelé egy akkora űrszerelvény startolt volna a holdfelszínről, mint a Mercury program rakéta-űrhajó rendszerei, amelyhez egy hatalmas indítóállásra és százas nagyságrendű személyzetre volt szükséges itt a Földön is, szemben a holdi nulla kiszolgáló infrastruktúrával. A harmadik pedig azt a forradalmi újítást hozta el, hogy két külön űrhajót vizionált, egyet amelyikben a holdutazók eljutnak a Holdig, majd vissza a Földre és egy másikat, amelyet csak a holdi leszállásra és felszállásra használnak. Ezzel meg lehetett takarítani azt a jelentős tömeget, amely a hazajutáshoz szükséges hajtóanyag kényszerű Holdra juttatásával, majd onnan való felszállításával járt volna. Ez utóbbi koncepció kijelölte a fejlesztési irányokat is: kell egy nagyobb és egy kisebb űrhajó, egy anyaűrhajó és egy holdkomp. Egyben ez a terv kijelölte a hasznos tömeg (űrhajók, személyzet, hajtóanyag, készletek stb.) feljuttatásához szükséges hordozóeszközök iránti igény fő paramétereit is, amelyek a kisebb feljuttatandó tömeg miatt értelemszerűen sokkal szerényebbek voltak, mint a korábbi ilyen igények. Sőt a haderőnemek fejlesztései között a tervezőasztalon feküdt is olyan terv (a Saturn rakétaosztály), amelynek paraméterei hasonlóak voltak az igényekhez.
Az általános koncepció birtokában kezdődött a részletes fejlesztés úgy az űrhajókra, mint a rakétákra vonatkozóan. Az egyes szakterületek megkapták az egyes hardver részegységek fejlesztését. Megkezdődött az Apollo űrhajó és a holdkomp tervezése űripari beszállítók – a North American és a Grumman – bevonásával, illetve a hordozórakéták fejlesztése. Utóbbi irányban már nem a nulláról indult a fejlesztés. Wernher von Braun már a koncepció kialakulása előtt elkezdte óriásrakéták fejlesztését. Az egyik ilyen rakéta a Saturn I, illetve később annak továbbfejlesztett változata, a Saturn IB volt, amely kisebb tömeget volt képes feljuttatni, a másik pedig egy valódi óriás a Saturn V volt. A LOR-koncepció zsenialitása éppen abban állt, hogy a feljuttatandó tömeg éppen belefért a már fejlesztés alatt levő rakéták kapacitásába. De úgy ennek a rakétának, mint az űrhajóegységeknek végig kellett járnia a fejlesztés különböző lépcsőfokait. Ez a fejlesztés egy sor tesztet foglalt magába, amelyeket egyrészt a gyártóhelyen (pl. különböző statikus hajtóműtesztek), másrészt csak az egyes rakétafokozatok külön kipróbálásával, harmadrészt pedig a Földön lehetett elvégezni. A NASA így ki is dolgozott egy lépcsőzetes, egymásra épülő tervet a tesztek végrehajtásának sorozatára
A terv lényege egyfajta „lépésről lépésre” filozófia volt, amely a Mercury- és a Gemini-program során a legmegfelelőbbnek bizonyult. Az egyes „lépéseket” betűjeles rendben mutatta a program. Eszerint a legegyszerűbb műveletekkel kellett kezdeni a folyamatot, majd úgy haladni a bonyolultabbak felé és csak akkor léphet tovább az egész program, ha az előző technikai (vagy más, pl. orvosi) szintet előzőleg sikerült teljesíteni. Szükség esetén annyiszor kellett ismételni egy-egy műveletet, amíg tökéletesen nem sikerült, csak ezután lehetett a következő műveletet teljesíteni (így pl. a mintául vett előző programok során az űrséta csak a legutolsó Gemini repülésen, ötödszörre sikerült tökéletesen). A terv első része a következőképpen épült fel:
- A – CSM próbarepülés automatikus üzemmódban
- B – LM próbarepülés automatikus üzemmódban
- C – CSM próbarepülés személyzettel

A tervek között szerepelt, hogy egy-egy repüléstípus nem egyetlen repülést tartalmaz, hanem annyit, amennyire szükség van az adott fejlődési lépcső céljainak maradéktalan teljesítéséhez. Az A típusú repülést tehát többféle konfigurációban is végrehajtotta a NASA. Az első konfiguráció kizárólag az Apollo űrhajóra koncentrált és azt is csak egy szerényebb kivitelben, a Mercurynál és Gemininél már bevált űrugrással akarták kipróbálni és nem is kellett hozzá a nagyobb teljesítményű rakéta, megelégedtek a kisebb Saturn IB – az Apollo–program efféle kiegészítő eszköze – bevetésével.

### Az Apollo űrhajó fejlesztése

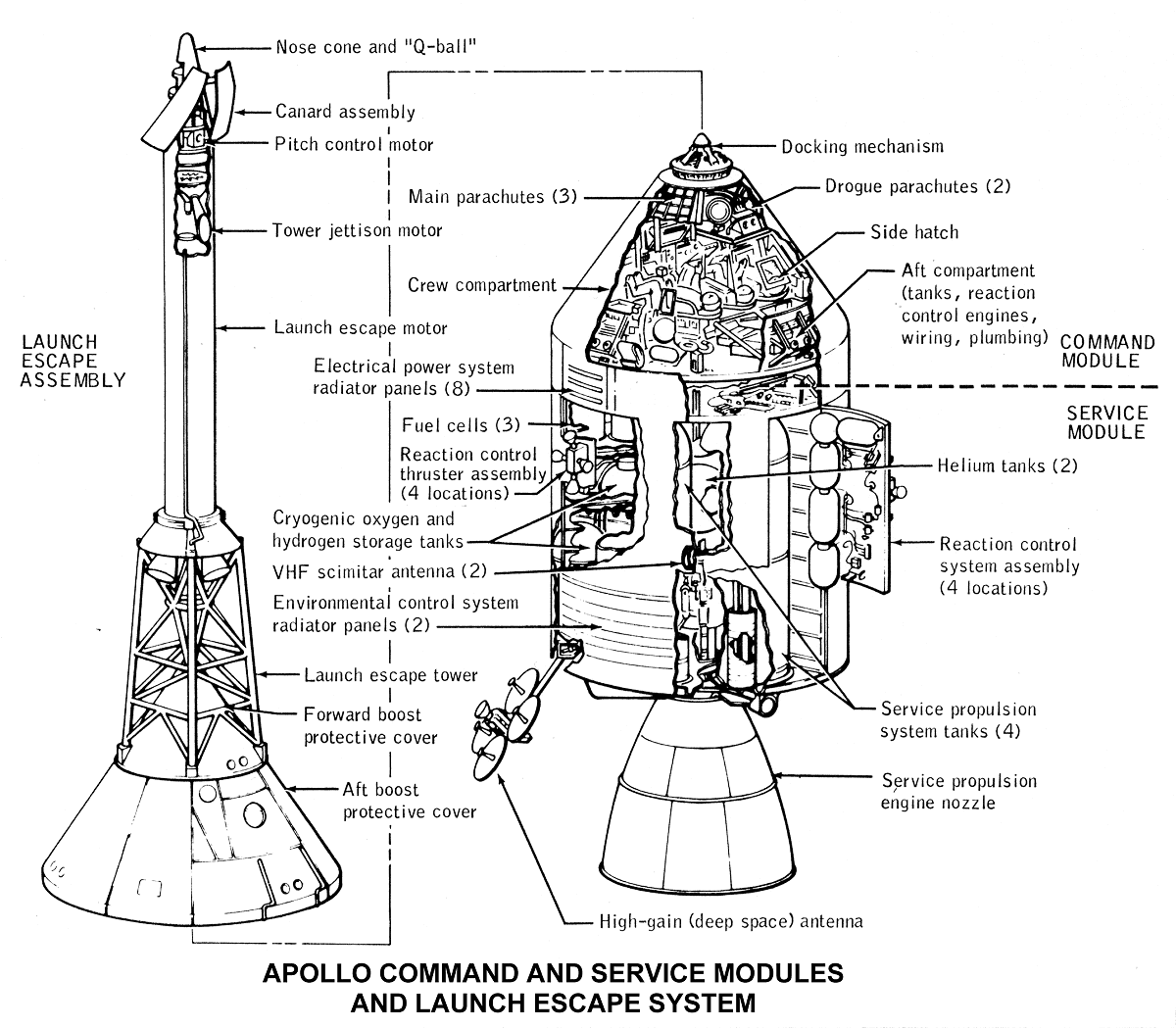
Az Apollo parancsnoki és műszaki egység (CSM) röntgenrajza

A program egyik fő súlyponti kérdése, egyben a legelső tesztek tárgya a Holdat elérni képes űrhajó kifejlesztése volt. Az Apollo űrhajó tervezése rögtön Kennedy elnök bejelentését követően megkezdődött és gyártóként – némileg meglepetésre, lecserélve a bevált McDonnellt – a North Americannel kötött szerződést a NASA. A szerződéskötéskor, azaz a fejlesztések kezdetén még a Direkt leszállás koncepciója volt érvényben az űrügynökségen belül, az űrhajó dizájnban semmiféle holdkompról nem volt szó, így a tervezés egyetlen önálló űrhajó irányából indult el, amelynek semmivel nem kell találkoznia és összekapcsolódnia az űrben. Ez változott meg alapjaiban, amikor a NASA új koncepciót nevezett meg a holdra szállás alapjául, immár két űrhajóval és űrbéli dokkolással. A tervezés folyamatában ezért ez a váltás nyomot is hagyott, a már nagy vonalakban megtervezett, de összekapcsolódásra és ilyen konfigurációban való repülésre alkalmatlan verzió tervezését és előállítását időtakarékosságból meghagyták Block I (Első gyártási sorozat) jellel, míg a végleges, teljes tudású változatot Block II néven vitték tovább. Később úgy tervezték, hogy a Block I-gyel repülik az összes tesztet és az emberekkel térnek át a Block II-re.
A dizájnban megtartották a Gemini űrhajó tervezési alapelveit, így az űrhajó egy csonkakúp alakú legénységi kabinból és egy hengeres műszaki egységből állt össze, igaz nagyobb méretekben, mivel eleve a kétfős személyzet háromra bővült az ennek megfelelő ellátmány igénnyel. Az előbbi egységben helyezték el az űrhajósokat, illetve az ő létfenntartásukhoz szükséges berendezéseket, valamint a műszerfalat és a leszálláshoz szükséges ejtőernyőházat (valamint a Block II esetén az összekapcsolódáshoz szükséges radart és dokkolószerkezetet), míg a műszaki egység fogadta magába az űrhajó hajtóműveit, az azokhoz szükséges hajtó- és oxidálóanyagot, valamint a létfenntartó rendszer tartályait, valamint az energiaforrásokat. Az űrhajó manőverezését a kor legkorszerűbb számítógépe segítette, magát a helyzetváltoztatást kis, hidrogén-peroxid meghajtású rakétafúvókákkal oldották meg, míg az elektromos energia ellátásról üzemanyagcellák gondoskodtak. Az űrhajó tömege 29–30 tonna közé adódott, hosszas súlycsökkentési programot követően.
A tesztek az eredeti elképzeléseknek megfelelően a Block I változattal kezdődtek meg, majd csak jóval később, 1967 januárjában, az Apollo–1 katasztrófáját követően következett be egy lényegi változás. Ekkor számos tervezési problémát tárt fel a balesetet kivizsgáló bizottság és számos helyen kellett megváltoztatni az űrhajó konstrukcióját, elsősorban a tűzvédelem miatt a belső tér kialakítása, huzalozása és csövezése változott, valamint a mentést megakadályozó kabinajtó áttervezése valósult meg. Ekkor vetették el a Block I verzió további alkalmazását és a továbbiakban csak a végleges, átalakított Block II űrhajók repültek. Az ember nélküli tesztekhez – részben még az Apollo–1 katasztrófáját jóval megelőzően –, vagy a hőpajzs próbáihoz, vagy a Saturn rakétákkal való integrációs tesztekre és végül a teljes kiépítésű Saturn V-tel végzett végső tesztekre továbbra is az elkészült Block I-eket indították. A Tűz utáni átalakításokkal csak 1968 nyarára lett kész a North American és ekkor tűzték ki az első felszállást űrhajósokkal a fedélzeten 1968 októberére.

### A Saturn IB rakéta fejlesztése
Az USA rakétafejlesztései a különböző haderőnemeknél szétaprózva folytak, egészen addig, míg Dwight D. Eisenhower elnök össze nem vonta őket a NASA keretein belül. A rakétafejlesztések első számú szempontja a haderő ellátása volt különböző hatótávú ballisztikus rakétákkal, amelyekkel az USA atomhordozó kapacitását elégítették ki, ám az űralkalmazások felé is kacsingattak. Ilyen űralkalmazás volt a Juno–1 rakéta, amelyet a Szputnyik–1-gyel elszenvedett vereség szépségtapaszaként indítottak Föld körüli pályára az Explorer–1 műholddal és amelyet az addig csak afféle stratégiai tartaléknak tartogatott Wernher von Braun és német mérnökcsapata készített. Úgy a katonai, mint az űralkalmazások új, nagyobb teljesítményű eszközöket követeltek meg, ezért a Hadügyminisztérium formálisan is megalapította az ARPA-t 1958. február 8-án, amely első feladatául a rakétafejlesztésekkel kapcsolatos követelmények kidolgozását és a rendelkezésre álló alternatívák összehasonlítását kapta feladatul.
Az ARPA végül a rakétaprogramok közül szelektálva csak a legígéretesebbeknek adott zöld utat és fejlesztési kapacitást. Az akkoriban folyó fejlesztések közül a Jupiter rakéták fejlesztése tartott a legelőrébb, ez mutatkozott egyedül megfelelőnek a 9–18 tonna közötti kiíráshoz. A kiírás alapján a Rocketdyne láthatott neki egy új rakétahajtómű, a H-1 (a későbbi Saturn I és Saturn IB hajtóművének) gyártásához.
Nem sokkal később megalakult a NASA és a rakétaprojekteket összevonták a szervezeten belül a hatékonyság növelése céljából. Az űrügynökségen belül a Saturn Vehicle Evaluate Committee, vagy ismertebb nevén a Silverstein-bizottság értékelte ki majd szelektálta ki a továbbfejlesztésre érdemes és nem érdemes projekteket. Tette ezt olyan mélységig, hogy az egyes projektek értékes elemeit is kiemelve, szinte Lego-szerűen illesztette össze a rendelkezésre álló eszközökből a lehetségesen (és hatékonyan) fejleszthető rakétákat. Ilyen hatékonyan fejleszthető verzió volt az ARPA Saturn iniciatívája is, amely a Jupiter/Juno rakéták bázisán kifejleszthető új nehézrakéta osztály volt. A rakétacsalád különböző méretű és teljesítményű hordozóeszközökből állt fel. Ezek legkisebbje a C–1 jelű fejlesztési program volt, amelyhez két rakétafokozatot terveztek: egy nyolc darab, fejlesztési fázisban levő Rocketdyne H–1 típusú hajtóművet magába foglaló S–I jelű fokozatot és egy hat darab RL10 Centaur hajtóművet használó S–IVB jelű második fokozatot. (Később C–5 jellel egy másik rakétát is kiválasztottak, amelyből később megszületett a Saturn V holdrakéta.) A rakéta kapacitása azonban nem mutatkozott elégségesnek arra a célra amelyre szánták: a Saturn I csak a követelmények alsó szintjét jelentő 9100 kg tolóerő kifejtésére volt képes, míg a vele feljuttatni kívánt Apollo űrhajó üres tömege is 11 900 kg volt, és még nem számolt senki a hajtóanyaggal. A célok maradéktalan teljesítésére továbbfejlesztések váltak szükségessé.
A C–1 projekt később a Saturn I nevet kapta hivatalosan és 1961-65 között összesen 10 repülésen tökéletesítették ki. A továbbfejlesztés nem állt meg és 1966. május 12-én a NASA bemutatta az ún. továbbfejlesztett Saturn I-et, a Saturn IB-t. Ebben tovább tökéletesítették a H–1 hajtóműveket, további kb. 15%-kal nagyobb tolóerőt kinyerve belőle, valamint az S–IV fokozat RL10-eseit egyetlen vadonatúj J–2-esre cserélve (a fokozatot pedig S-IVB-re átnevezve) és a tolóerőt közel megduplázva a feljuttatható tömeget 15 000 kg-ra növelték (ami még később 19 000 kg-ra növekedett és ezzel vagy az Apollo űrhajó, vagy a holdkomp könnyedén feljuttatható lett. Az új rakéta első startját az Apollo program első hivatalos startjaként, mint AS–201 1966. február 26-ra írták ki.

### Közvetlen előzmények
A program legelső repülése előtt a NASA mérnökei kitűzték a végleges és részletes feladattervet, hogy milyen célok mentén bocsátják fel a hordozóeszközt és az űrhajót:
- demonstrálni a Saturn IB hordozórakéta meghajtó, irányító és elektronikus egységeinek működését
- bemutatni a hordozórakéta és az Apollo űrhajó közötti strukturális illeszkedés megfelelőségét, meggyőződni róla, hogy az űrhajó tervekben szereplő terhelései valósak-e
- megbizonyosodni az árszerelvény minden egyes leválasztási műveleténél a megfelelő szétkapcsolódásokról
- demonstrálni az Apollo CSM hőpajzsának, főhajtóművének (SPS) – beleértve az űrbeli újraindítást is – a parancsnoki egységnek és műszaki egységnek a kormányhajtóműveinek, a létfenntartó rendszer nyomás- és hőmérséklet tartásának, a kommunikációs berendezéseknek, a stabilizáló és irányító rendszereknek, a földi visszatéréshez rendelt rendszereknek és az elektromos ellátó rendszereknek a működését és megfelelőségét
- felmérni a Hibajelző Rendszer működését egy ún. nyitott (visszajelzés nélküli) állapotban
- bemutatni a CM hőpajzsának hőelvezető tulajdonságait 200 BTU/ft²/sec intenzitás mellett
- igazolni a felbocsátás, az irányítás és a vízi mentés során beosztott ellátó, támogató és mentő szolgálatok elégségességét

A célok meghatározása után következhetett a repülés előkészítése, a rakéta és az űrhajó összeállítása. A tesztekhez az eredeti tervek szerint a Block I (első gyártási sorozatú, még nem végleges) Apollo űrhajót szánták. Az első kísérletre, a második legyártott CSM–009 kódjelű példányt választották ki (az első példány, a CSM–002 még egy Little Joe II kísérletben került felhasználásra), míg műszaki egységként az első legyártott példányt, az SM–009-est jelölték ki.
Az első részegység, amely Cape Kennedy-re érkezett, a rakéta S–IB fokozata volt, amely 1965. augusztus 14-én érkezett a floridai kikötőbe a Promise nevű hajóval (a gyártója a Chrysler volt, míg a H–1-es hajtóműveket a Rocketdyne készítette). A következő részegység az S–IVB volt, amely 1965. szeptember 18-án érkezett. Az IU több mint egy hónap múlva, 1965. október 22-én, míg az űrhajó öt napra rá, október 27-én.
Az összeszerelés is a fenti menetrend szerint történt. A startra a 34-es indítóállást jelölték ki, ahol előbb felállították az első fokozatot, majd október 1-jén a második fokozatot, majd következett az IU október 25-én, végül az űrhajó december 26-án. A folyamatot persze problémák is sújtották. Először is az RC 110A jelű komputer késve érkezett meg, – ez a részegység volt a felelős a rakéta automatikus teszteléséért, így a késése tétlenségre kárhoztatta a személyzetet. A megérkezése után is gondok voltak a számítógéppel – a lyukkártya egység nem működött megfelelően –, de a hibát sikerült elhárítani, sőt végül az időbeli lemaradást is behozni. Igaz ehhez folyamatos munkarendben kellett a teszteket lefolytatni: a nappali órákban az Apollo űrhajót tesztelték a technikusok, az éjszakai órákban pedig a rakétát. Ezek során ütköztek a számítógép operátorai egy, a Y2K probléma előfutárának tekinthető hibába. Amikor a komputer órája éjfélhez ért, a 2400 időjel 0001-re váltott, amelyet a gép nem tudott értelmezni és lefagyott, újra kellett indítani.

## A repülés

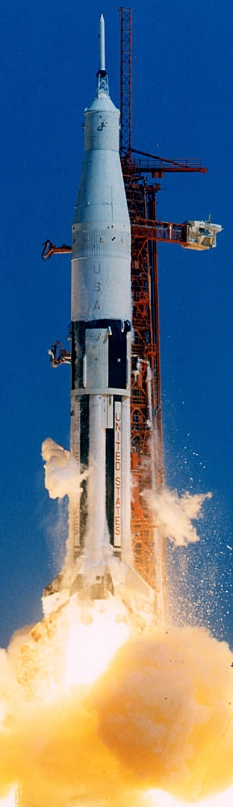
Az AS-201 startja

A startra 1966. február 26-át tűzték ki (és ehhez képest indult el három nappal korábban a visszaszámlálási folyamat), ám a start 9:00 órás időpontja előtt 3 másodperccel a kompouterek hibát észleltek: a Saturn IB héliumtartályaiban a nyomás a kritikus érték alá csökkent. A startot megszakították, a visszaszámlálási folyamatot visszaállították T-15 percre és leállították. Hosszas vita kezdődött a cape canaverali mérnökök és Wernher von Braun huntsville-i csapata között a megoldásról, amit pontosan nem ismert senki. A hiba valószínű oka vagy valamilyen oxigén szivárgás volt (amelynek helyét töltötte fel a hélium, így fogyhatott a tartályból a tervezettnél gyorsabban), vagy magában a hélium rendszerben volt valamilyen repedés. Megoldásként a huntsville-iek azt ajánlották, hogy emeljék meg a hélium regulátor nyomását és töltsék kissé túl a tartályt. Miután ezt az indítóállás személyzete megtette, a visszaszámlálást 10:57-kor indították újra.
Ezt követően semmilyen rendellenesség nem jött már közbe, így a startra 1966. február 26-án 11:12-kor (16:12 UTC) került sor. A rakéta első fokozata, az S–IB 57 kilométer magasra juttatta az űrszerelvényt, majd rendben levált és az S–IVB gyorsított tovább, egészen 425 kilométer magasságig víve az űrhajót. Itt a rakétafokozat levált és az űrhajó parabolaíven repült tovább, egészen 488 kilométer magasságig. A pálya csúcspontján beindították az űrhajó SPS hajtóművét 184 másodpercre, amellyel az űrhajó meredek süllyedésbe ment át. A hajtóműleállás után 10 másodperc szünet következett, majd újra beindították a hajtóművet, hogy igazolják az újraindíthatóság képességét. Az új manőver 10 másodpercig tartott, az űrhajó ekkor 8300 m/s sebességgel repült. Ekkor leválasztották egymásról a parancsnoki egységet és a műszaki egységet, előbbit menetiránynak háttal fordították, hogy a hőpajzsa nézzen előre és kezdje fékezni az űrhajót a leszálláshoz.
Az űrhajó végül az űrugrás végén 37 perces repülés után 72 kilométerrel a tervezett leérkezési pont mellett érte el a déli Atlanti-óceán vizét, ahol a USS Boxer repülőgép-hordozó várta és emelte ki a vízből két és fél óra múltán.

## A teszt konklúziói
A tesztet a NASA alapvetően sikeresnek ítélte, bár három komolyabb hiba is előfordult a rövid repülés alatt. Az első hiba az Apollo űrhajó SPS hajtóművét érintette. A hajtómű csak 80 másodpercig működött megfelelően, majd a nyomás jelentősen csökkent és hélium jutott az égéstérbe (normál esetben ott ennek a gáznak nem lett volna szabad jelen lennie, az csak a hajtóanyagtartályt töltötte volna fel, ahogy a hajtóanyag kifogyott belőle, ám mégis bejutott a fő hajtóanyag áramba. A hibát az okozta, hogy valahol törés keletkezett az oxidálóanyag rendszerében, amelyen át a hélium bejutott a rendszerbe.
Az SPS hajtóműnek egyrészt nem volt vésztartalék rendszere, másrészt egy kulcsfontosságú rendszer volt, ezért fontos volt a probléma megoldása és a későbbiekre való biztos kiküszöbölése. Éppen ezért a North Americannél nagyon komolyan vették a problémát, ezért elrendeltek egy mélyreható elemzést a hiba okának meghatározására, így találták meg a törés lehetőségét és a hélium beszivárgását az oxigén mellett az égéstérbe, amely rontott a hatásfokon. Ehhez a vizsgálathoz azonban idő kellett és a NASA úgy döntött, hogy a következő repülést átszervezi: a kettővel későbbi repüléshez nem volt szükség űrhajóra, csak a Saturn IB-re, így azt előrébb hozták, az űrhajót is igénylőt pedig hátrébb tolták, így lehetett, hogy az AS–203 végül megelőzte az AS–202-t.
A másik hiba az elektromos rendszerben keletkezett, amelynek nyomán a kormányrendszer bénult meg a visszatérés során és emiatt az űrhajó pörögve tért vissza a légkörbe.
Harmadikként pedig egy rövidzárlat következtében elvesztek a visszatérés során rögzített mérési eredmények. Az utóbbi két hiba egyértelműen vezetékezési hiba volt, amelyek könnyen javíthatók voltak.

## Átnevezés
Az Apollo repülések kezdetben az AS–201, AS–202, AS–203... sorozatjelölést kapták. Az Apollo–1 tragédiája után az űrhajósok özvegyei jelentkeztek a NASA-nál azzal az ötlettel, hogy az AS–204-et nevezzék el Apollo–1 jelölésre. 1967. április 24-én George Mueller, helyettes igazgató a nyilvánosságnak is bejelentette, hogy elfogadva a javaslatot, az „AS–204-et ezentúl az Apollo–1 jelölés illeti, így ez az első Apollo/Saturn repülés – amely egy földi teszt során balesetet szenvedett”. Ez aztán az egész „AS–...” jelölési sorozatot megváltoztatta. Eredetileg három repülés történt előzőleg (AS–201/202/203), amelyből azonban csak az első kettő hordozott Apollo űrhajót, így ezt tekintették a továbbiakban Apollo–2-nek és –3-nak. Majd a soron következő repülés, az AS–501, azaz a Saturn V első, még automata üzemmódban végzett repülése már eleve az Apollo–4 jelölést kapta és a későbbi repülések követték ezt a sort egészen a program Apollo–17-tel történt lezárásáig.